# آتاناسیوس پاروس
قدیس آتاناسیوس اهل پاروس (۱۷۲۱–۱۸۱۳) یکی از قدیسین کلیسای ارتدوکس و از شخصیت‌های برجسته جریان رهبانی قرن هجدهم است. او روحانی و معلمی فرهیخته از تبار یونانی بود که در دوران حکومت عثمانی فعالیت می‌کرد. وی به شدت مورد حمله محافل کلیسا، به دلیل نمایندگی و رهبری کولیوادس‌ها، و همچنین محافل فکری قرار گرفت، زیرا با آدامانتیوس کورایس مخالفت می‌کرد. نام اصلی او آتاناسیوس تولیس بود و اصالتاً اهل جزیره پاروس بود. او به دلیل دانش الهیاتی و همچنین تحصیلاتش مورد توجه قرار گرفت و به عنوان معلم و مدیر در مراکز فکری برجسته آن زمان خدمت کرد.

## زندگی‌نامه
آتاناسیوس احتمالاً در سال ۱۷۲۱ در روستای کوستوس در پاروس به دنیا آمد و نام آتاناسیوس را گرفت. پدرش آپوستولوس تولیس نام داشت و اهل سیفنوس بود، اما پس از ازدواج با زنی محلی در پاروس ساکن شد. او اولین آموزش خود را در روستای خود دریافت کرد، در سال ۱۷۴۵ برای تحصیل به ازمیر رفت و زیر نظر هیروتئوس دندرینوس شاگردی کرد. بعدها (۱۷۵۱) به مدرسه آتونیادا رفت و در آنجا زیر نظر نئوفیتوس کافسوکالیویتس و یوجین وولگاریس (با دومی بین سال‌های ۱۷۵۴ و ۱۷۵۷) تحصیل کرد. به‌طور خاص، او از نئوفیتوس در «گرامر» و «دربارهٔ نحو» تئودور گازیس آموزش دید، در حالی که از یوجین وولگاریس دروس فلسفه را فرا گرفت. سپس در بلاغت و شبانی آموزش دید.
در سال ۱۷۵۸، پس از تشویق و فشار یوجین وولگاریس، مدیریت مدرسه تبار در تسالونیکی (مدرسه یونانی تسالونیکی) را پذیرفت. در این مدرسه، شاگردی به نام سنت آتاناسیوسِ نئومارتیر در خشروکرینی داشت. او تنها دو سال در مدرسه تسالونیکی تدریس کرد، زیرا مدرسه به دلیل شیوع طاعون در شهر تعطیل شد؛ بنابراین به کورفو پناه برد و در آنجا تحصیلات خود را زیر نظر نیکفوروس تئوتوکیس تکمیل کرد و فیزیک خواند. سرانجام، پس از دعوت همکلاسی خود در مدرسه آتونیادا، پاناگیوتیس پالاماس، که در سال ۱۷۶۰ «مدرسه پالامیایا» را تأسیس کرده بود، به مسولونگی رفت. در سال‌های ۱۷۶۷ تا ۱۷۷۰ به تسالونیکی بازگشت و دوباره مسئولیت مدرسه تبار را بر عهده گرفت و پس از مدت کوتاهی دعوت افتخاری از پاتریارکی برای پذیرفتن مدیریت مدرسه آتونیادا را دریافت کرد.
او بلافاصله این دعوت را پذیرفت و در کوه آتوس اقامت گزید، جایی که با ماکاریوس نوتاراس ملاقات کرد، که او را تشویق به دست‌گذاری کرد. آتاناسیوس اطاعت کرد و توسط او به عنوان کشیش دست‌گذاری شد. در این دوره او به‌طور فعال در جنبش کولیوادس‌ها درگیر شد و در نتیجه نه تنها از مدرسه اخراج شد، بلکه در سال ۱۷۷۶ به عنوان بدعت‌گذار محکوم و از مقام خود خلع شد. او به تسالونیکی به عنوان استاد در یک دبیرستان بازگشت و در سال ۱۷۸۱ اعاده حیثیت شد. تا سال ۱۷۸۶ در تسالونیکی ماند و در آنجا با نیکودیموس آگیوریتس در کار بسیار مهم انتشار آثار گریگوری پالاماس همکاری نزدیک داشت. با این حال، او همچنان به یک کار تفسیری، دفاعی، تاریخی-دگماتیک، مذهبی، سرودشناختی، فلسفی و آموزشی بسیار مهم ادامه داد، و در نتیجه «یکی از مهم‌ترین عوامل احیای و پیشرفت معنوی یونانیان برده شد». در سال ۱۷۸۶ به سمت پاروس حرکت کرد، اما جنگ روسیه و عثمانی به او اجازه نداد در جزیره پیاده شود، در نتیجه به خیوس رفت. در آنجا مسئولیت مدرسه‌ای را بر عهده گرفت که آن را به شکوفایی قابل توجهی رساند و در سن ۹۰ سالگی آنجا را ترک کرد. دو سال بعد در ۲۴ ژوئن ۱۸۱۳ در کلیسای کوچک سنت جورج رستونز درگذشت.
کلیسا او را در تاریخ درگذشتش گرامی می‌دارد و سرود مذهبی زیر را به او اختصاص می‌دهد: «ای آتاناسیوس پدر، با خرد آراسته، به پرهیزگاری، معلمی الهی برای کلیسای مسیح و ستونی درخشان از زندگی راستین بودی. از این رو، جزیره پاروس به شکوه تو افتخار می‌کند و همه ما فضیلت‌های الهی تو را گرامی می‌داریم.»

### نزاع با کورایس و دیدگاه سیاسی آتاناسیوس
آتاناسیوس از موضوعاتی استفاده کرد که در چارچوب تنگ الهیات باقی نماندند، بلکه به مسائل گسترده‌تر اجتماعی و سیاسی پرداختند. او فردی بسیار باسواد و چند زبانه بود، و در نتیجه تغییرات بزرگ جهانی را که روشنگری در اروپا ایجاد کرده بود، درک می‌کرد؛ بنابراین، با زبان نسبتاً محافظه‌کارانه‌اش، شروع به نقد وقایع و ساختارهای سیاسی در اروپا کرد و به خودسری بدعت‌آمیز آن‌ها، آن‌گونه که او آن را می‌نامید، حمله کرد. به این ترتیب، کتابی ("آموزش پدری") نوشت که در آن با پیشنهادهای لیبرال روشنگران برای انقلاب مخالفت می‌کرد. این کتاب توسط پاتریارک منتشر شد و به نظر می‌رسد هدف آن بیان مقاصد و فرامین سیاسی عثمانی‌ها بوده است، به همین دلیل ممکن است دیدگاه‌های نویسنده آن را به‌طور کامل منعکس نکند. این کتاب دلیلی برای حملات روشنگران به کلیسا شد، که آن را به طرفداری از ترک‌ها و بندگی متهم می‌کردند، هرچند واضح است که این دیدگاه‌ها منعکس‌کننده اکثریت قاطع فاناریوت‌ها بود، که با ترس دائمی از اینکه یک شورش محلی، حتی در صورت موفقیت، بقیه یونانیان را در معرض خشم انتقام‌جویانه ترک‌ها قرار دهد، زندگی می‌کردند. ترسی که با توجه به وقایع قبلی (مانند اورلوفیکا) و ادامه آن تا سال ۱۹۲۲، به هیچ وجه بی‌اساس نبود.
کورایس شخصاً با کتاب «آموزش برادرانه» به این کتاب پاسخ داد، که در آن با توهین‌های تند شخصی به آتاناسیوس و ایده‌های کلی او، قصد داشت ثابت کند که این ایده‌ها منعکس‌کننده کل مردم یونان نیستند. دقیقاً در اینجا تفاوت بین دو دنیای کامل آشکار می‌شود. روشنگران و کورایس ایده‌های اروپایی را منعکس می‌کنند که یک دولت کاملاً ملی را، مطابق با دیدگاه‌های اومانیسم، بر اساس یک ساختار جغرافیایی یونان باستان می‌طلبند، در حالی که آتاناسیوس و محافظه‌کارترها ساختار یک دولت سنتی چندملیتی را. هدف این ساختار این است که بتوانند اقلیت‌های کوچک یونانی را که در سراسر امپراتوری عثمانی پراکنده بودند، نجات دهند، زیرا یک ساختار محدود جغرافیایی یونانی آنها را در معرض خواسته‌های عثمانی‌ها و در نهایت نابودی هویت فرهنگی‌شان قرار می‌داد؛ بنابراین، در نظر آتاناسیوس، تشکیل دولت ملی به معنای نابودی فوری هلنیسم است. علاوه بر این، در ذهن او یک دلیل دوم نیز وجود دارد. سازماندهی دولت تحت جهان‌بینی روشنگری به معنای سکولاریزاسیون زندگی عمومی، اعمال قانون طبیعی و فایده‌گرایی هنجاری است، که در نتیجه پایه‌هایی که تا زمان او آگاهی عمومی یونانی را حتی در نامناسب‌ترین شرایط حفظ کرده بودند، تهدید می‌شود.
کریستوس جیاناراس خاطرنشان می‌کند که این دیدگاه نه ترک‌دوستی آسان بود و نه بردگی داوطلبانه، بلکه جهان‌بینی‌ای کاملاً متفاوت از ساختار ملی‌گرایانه محدود روشنگری بود. یک سیستم جهانی که شروع به باروری کرده بود، زیرا یونانیان قبلاً موقعیت‌های کلیدی دولت عثمانی را اشغال کرده بودند، در حالی که تجارت و ناوبری عمدتاً به دست یونانیان افتاده بود. فاناریوت‌ها و طبقات محافظه‌کارتر به یک تصرف از درون اعتقاد داشتند، ایده‌ای که در زمان آتاناسیوس به‌طور فزاینده‌ای در حال رشد بود. در نهایت، درگیری کورایس و آتاناسیوس، صرفاً یک درگیری بین مترقیون و محافظه‌کاران نبود، بلکه تقابل دو دیدگاه سیاسی متفاوت بود که هر یک به نوع متفاوتی از هلنیسم پاسخ می‌داد. هلنیسم «تبار» یا هلنیسم یک ملیت قومی-قبیله‌ای یونانی که هویت خود را مستقیماً از یونان کلاسیک می‌گرفت و ۱۰ قرن بیزانس را نادیده می‌گرفت.
همان‌طور که نیکولاس آرکاس در مقاله مربوطه در «دایرةالمعارف مذهبی و اخلاقی» (ΘΗΕ) می‌نویسد، مخالفت آتاناسیوس با روشنگری نه نتیجه یک‌جانبه‌نگری و نه درک ضدشناختی بود:
آتاناسیوس یک‌جانبه نبود. او از دیدگاه‌های متعصبانه ضدشناختی محدود الهام نمی‌گرفت. او خرد را دوست داشت. او دانش و وسعت دانش را تا پایان عمر پیگیری و توصیه می‌کرد. 'ما نمی‌توانیم انکار کنیم،' او در «پاسخ» می‌گوید، 'که میل به یادگیری طبیعی است و جمله ارسطو که می‌گوید همه انسان‌ها مشتاق دانستن هستند، یک گفته اصولی است.' گذشته از این، او معروف است که دروس مدارس خود را چند برابر کرده و هر نوع خرد آن زمان را به دانش‌آموزان ارائه می‌داد. به عنوان مدیر مدرسه خیوس، او هر ساله بهترین دانش‌آموزان را برای تحصیلات گسترده‌تر به اروپا می‌فرستاد؛ زیرا او می‌پذیرد که 'کسانی که خرد بیرونی دارند، بسیاری به کلیسای مسیح سود رسانده‌اند.' بنابراین، مشاهده اینکه 'او به جناح کسانی تعلق دارد که بر حفظ 'سنت' به اشتباه درک شده اصرار دارند و با هر گونه پیشرفت و تکامل مبارزه می‌کنند'... به هیچ وجه معتبر نیست… او تا پایان عمر خود و با همان سرزندگی و شور، به دنبال ارائه 'گندم دانش پاک' به دانش‌آموز بود.
بنابراین، وقتی آتاناسیوس تأکید می‌کرد که «خرد بیرونی… به خودی خود نه بد است و نه خوب… بلکه از طریق استفاده کسانی که آن را دارند، خوب یا بد می‌شود»، کاملاً به آن اعتقاد داشت. ما همچنین موضعی را که او اتخاذ کرد، می‌دانیم: «در حالی که او به شدت از ایده‌های فلسفی جدید [روشنگری] انتقاد می‌کرد، از ترجمه انتخابی برخی آثار روشنگران اروپایی و استفاده از آنها به عنوان کتاب‌های درسی دریغ نکرد.»

## نوشته‌های او
آثار نوشتاری آتاناسیوس غنی و بسیار مهم است و تقریباً همه زمینه‌های فعالیت مسیحی (زندگی قدیسین، الهیات، مسائل اجتماعی، مراسم عبادی، آموزش و پرورش، شبانی) را دربرمی‌گیرد و امروزه به دلیل درک کتاب مقدس، اجتماعی و الهیاتی‌اش، به عنوان نمونه‌ای برجسته از خدمت شبانی ارتدوکس مورد ارزیابی قرار می‌گیرد.
| - آپولوژی‌ها - قدیس گریگوری پالاماس و ضد پاپ (سنت مارکوس اوگنیکوس). - پاسخ - خلقت آسمان - راپساکس جدید - فراگیلیون - آلکسی‌کاکون پنوماتیکون - دفاع مسیحی - بیانیه ایمان ارتدوکس - کتاب راهنمای دفاعی - الهیات و قوانین کلیسا - اظهارنامه - خلاصه - پیشگویی - غسل تعمید دوباره لاتین‌ها - دربارهٔ شهدای جدید - آداب و سنت - نامه - خطاب به دومین یکشنبه روزه - غسل تعمید اضطراری - مسح با روغن معطر برای غیرارتدوکس‌های بازگشته - پرسش‌ها - پاسخ - هیچ‌کس هرگز خدا را ندیده است - دربارهٔ فرشتگان و زیبایی الهی - دربارهٔ کلیسا رفتن - بازگشت ارمنی به ارتدوکس - اثبات روشن که غیرارتدوکس‌ها بدعت‌گذار هستند - مناسک کلیسا - آب مقدس بزرگ - دربارهٔ شمایل‌های مقدس - دربارهٔ نذورات، ظروف و لباس‌های مقدس - دربارهٔ یادبودها - زانو زدن در پنطیکاست |  | - آموزشی - گرامر نئوفیتوس - رساله بلاغت - مبانی متافیزیک - تأکید مدرسه - موضوعات نوشتاری - تفسیر «توصیه به جوانان» از باسیل کبیر - دیوژن یا در باب فضیلت - تفسیر «سخنرانی تشویقی ایسوکراتس به دمونیکوس» - زندگی‌نامه‌ها - زندگی پدر ما کلمنت، اسقف بلغارستان (ترجمه به زبان محاوره). - زندگی قدیس گریگوری پالاماس. - شهادت قدیس جورج افسسی (فوت ۱۸۰۶). - شهادت قدیس یوحنا کریتی (فوت ۱۸۱۱). - شهادت قدیس دیمیتریوس خیوسی (فوت ۱۸۰۲). - داستان معجزه یوحنای تعمیددهنده در خیوس علیه آگرین‌ها در سال ۱۷۴۰. - داستان معجزه مریم مقدس در خیوس علیه ارمنی‌ها در سال ۱۷۴۸. - زندگی و رفتار سنت ماکاریوس نوتاراس. - سنکساریون تمام یکشنبه‌ها و اعیاد بزرگ. |  | - اشعار - نقش‌ها. - آکولوثیا به قدیس کلمنت. - آکولوثیا به قدیس گریگوری پالاماس. - آکولوثیا به قدیس الفتریوس. - آکولوثیا به قدیس فانووریوس. - آکولوثیا به قدیس پاراسکوا. - آکولوثیا به قدیس دیمیتریوس نئومارتیر. - آکولوثیا به قدیس ماکاریوس. - آکولوثیا به شورای جهانی قدیس سوفیا. - گسترش ترانه قدیس پاراسکوا، «همت تو با دعوتت مناسب است». - سخنرانی‌ها (برخی باقی مانده‌اند) - برای قدیس کاترین. - برای آتاناسیوس کبیر. - برای بشارت یسوع. - برای صلیب مقدس. - تفسیر صلیب گرانبها و حیات‌بخش و غیره. - نامه‌ها (تعداد کمی باقی مانده‌اند) - دو نامه دفاعی به کورایس - یوحنا - پاناگیوتیس پالاماس و دیگران (کد ۵۷۱۶ و ۶۱۷۵ صومعه سنت پانتالیمون آتوس). - به صومعه پاتموس. - به اسقف محترم (...). به صومعه پاتموس. - به اسقف آردامریو. - به متروپولیتن گنادیوس. - به کیپریانوس فرهیخته (نسخه خطی ۱۳۴۴، کتابخانه ملی). |  |